# John Diefenbaker
John George Diefenbaker (født 18. september 1895 i Neustadt, Ontario, død 16. august 1979 i Ottawa, Ontario) var en canadisk politiker, der var landets 13. premierminister fra 1957 til 1963. Han repræsenterede Progressive Conservative Party of Canada.
Diefenbaker blev uddannet i både statskundskab, nationaløkonomi og jura fra University of Saskatchewan. Under 1. verdenskrig 1916-1917 gjorde han tjeneste i den canadiske hær, hvor han fik rang af løjtnant. Efter krigen etablerede han sig som forsvarsadvokat i Saskatchewan, hvor han bl.a. repræsenterede en række klienter i mordsager.
Han begyndte sit politiske engagement som formand for Progressive Conservative Party i Saskatchewan 1936-1938. Han blev valgt til Underhuset i 1940 og sad helt frem til 1979. Fra 1956 til 1967 var han partileder og bidrog med sine gode taleevner til partiets valgsejr i 1957. Han dannede en mindretalsregering og var selv udenrigsminister en kort periode. Ni måneder efter udskrev han nyvalg og vandt atter engang. Han dannede en flertalsregering, der havde det største flertal i landets historie. Under hans periode som premierminister var Canada plaget af høj arbejdsløshed og økonomisk tilbagegang, og i 1962 tabte han valget, men kunne dog danne en ny mindretalsregering. Allerede året efter blev hans regering imidlertid mødt med et mistillidsvotum, der tvang den til at gå af, og efter det følgende valg kom Liberal Party of Canada til magten. Frem til 1967 var Diefenbaker oppositionens leder.